# Cordia tarodae
Cordia tarodae är en strävbladig växtart som beskrevs av M.Stapf. Cordia tarodae ingår i släktet Cordia, och familjen strävbladiga växter. Inga underarter finns listade i Catalogue of Life.